# Гірслебен
Гірслебен (нім. Giersleben) — громада в Німеччині, розташована в землі Саксонія-Ангальт. Входить до складу району Зальцланд. Складова частина об'єднання громад Заале-Віппер.
Площа — 20,14 км2. Населення становить 959 ос. (станом на 31 грудня 2021).